# Numenius
Numenius eller spover, er en slægt af vadefugle. Slægten omfatter 8 arter i verden, hvoraf småspove (Numenius phaeopus) og storspove (Numenius arquata) forekommer i Danmark. Navnet Numenius betyder 'nymåne' (af græsk neos 'ny' og mene 'måne'), hvilket hentyder til at næbbets form minder om månen lige omkring tidspunktet for nymåne
.